# Sabah

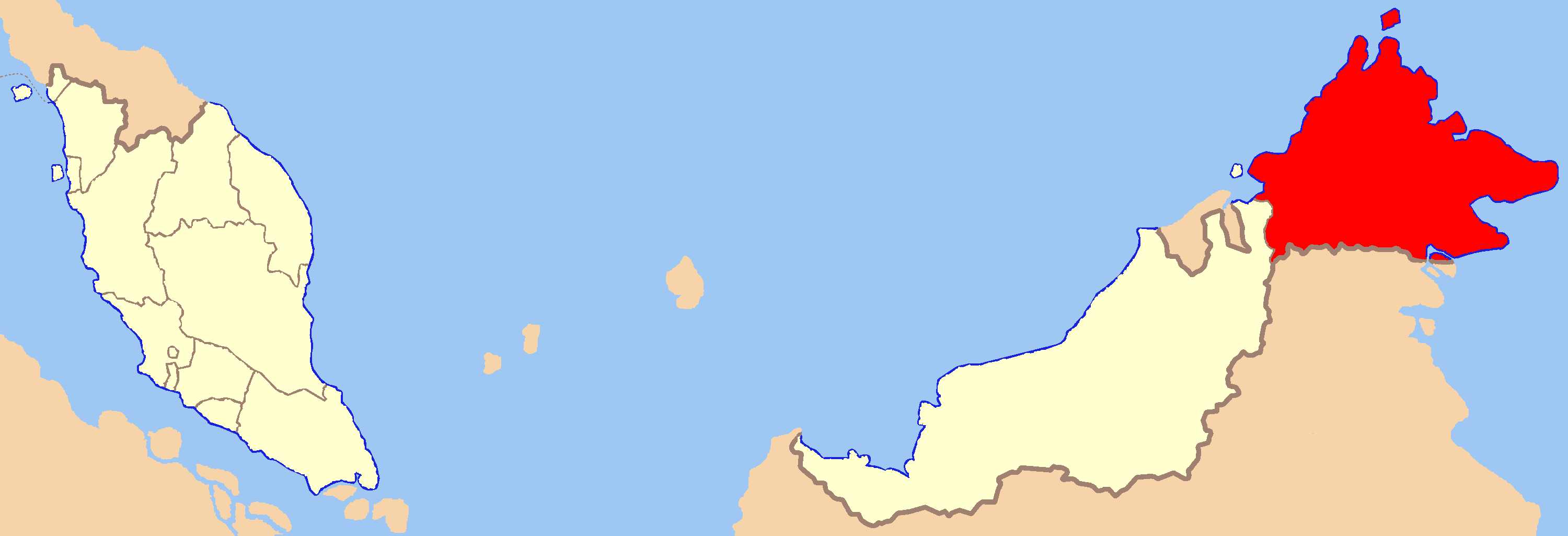
Sabah elhelyezkedése Malajzia térképén.

Sabah Malajzia szövetségi állama, egyike a Borneó szigetén elterülő két maláj államnak, Borneó északi részében. 
Területe 76 115 km² (akkora, mint Csehország), népessége 3 387 880 (2007-es becslés).
Malajzia második legnagyobb állama, a szintén borneói Sarawak után, amely délnyugati szomszédja. Délen határos az Indonéziához tartozó Kelet-Kalimantan tartománnyal is. Malajzia része, de vitatott terület, a Fülöp-szigetek is igényt tartott rá. 
Fővárosa Kota Kinabalu (korábban Jesselton). Malájul úgy is emlegetik, mint „Sabah, negeri di bawah bayu”", azaz „Sabah, a szelek alatti föld”, mert a Fülöp-szigetek körüli, tájfunok sújtotta régiótól délre fekszik.